# Pleasant Valley (Oregon, Baker megye)
Pleasant Valley az Amerikai Egyesült Államok északnyugati részén, Oregon állam Baker megyéjében, a U. S. Route 30 mentén és az Interstate 84 közelében elhelyezkedő önkormányzat nélküli település.

## Története
1865-ben erre vezetett a Place fizetőút, 1884-ben pedig vasúti rakodóhely volt itt. Az 1868-ban alapított posta két hónap után bezárt, majd 1890 és 1962 között újra működött. Az Oregon Geographic Names alapján később már csak egy motel és egy vasúti megállóhely maradt fenn; a motelt a 21. századra lakóházzá alakították át.
A térségben számos kőbánya található, ahonnan a megyében használt tufát kitermelik. 1874-re a lakosságszám elég nagy volt egy önálló tankerület létrehozásához, amely kezdetben egy általános, majd egy középiskolából állt, 1949-ben pedig a Baker megyei Tankerületbe olvadt. A harmadik iskolaépületből később lakóház lett.
1900-ban egy katolikus gyülekezet működött itt.

## Fordítás
- Ez a szócikk részben vagy egészben  a   Pleasant Valley, Baker County, Oregon című angol Wikipédia-szócikk ezen változatának fordításán alapul.  Az eredeti cikk szerkesztőit annak laptörténete sorolja fel. Ez a jelzés csupán a megfogalmazás eredetét és a szerzői jogokat jelzi, nem szolgál a cikkben szereplő információk forrásmegjelöléseként.